# Nolana parviflora
Nolana parviflora là loài thực vật có hoa trong họ Cà. Loài này được (Phil.) Phil. mô tả khoa học đầu tiên năm 1895.